# یواس‌اس مک‌نالتی (دی‌یی-۵۸۱)

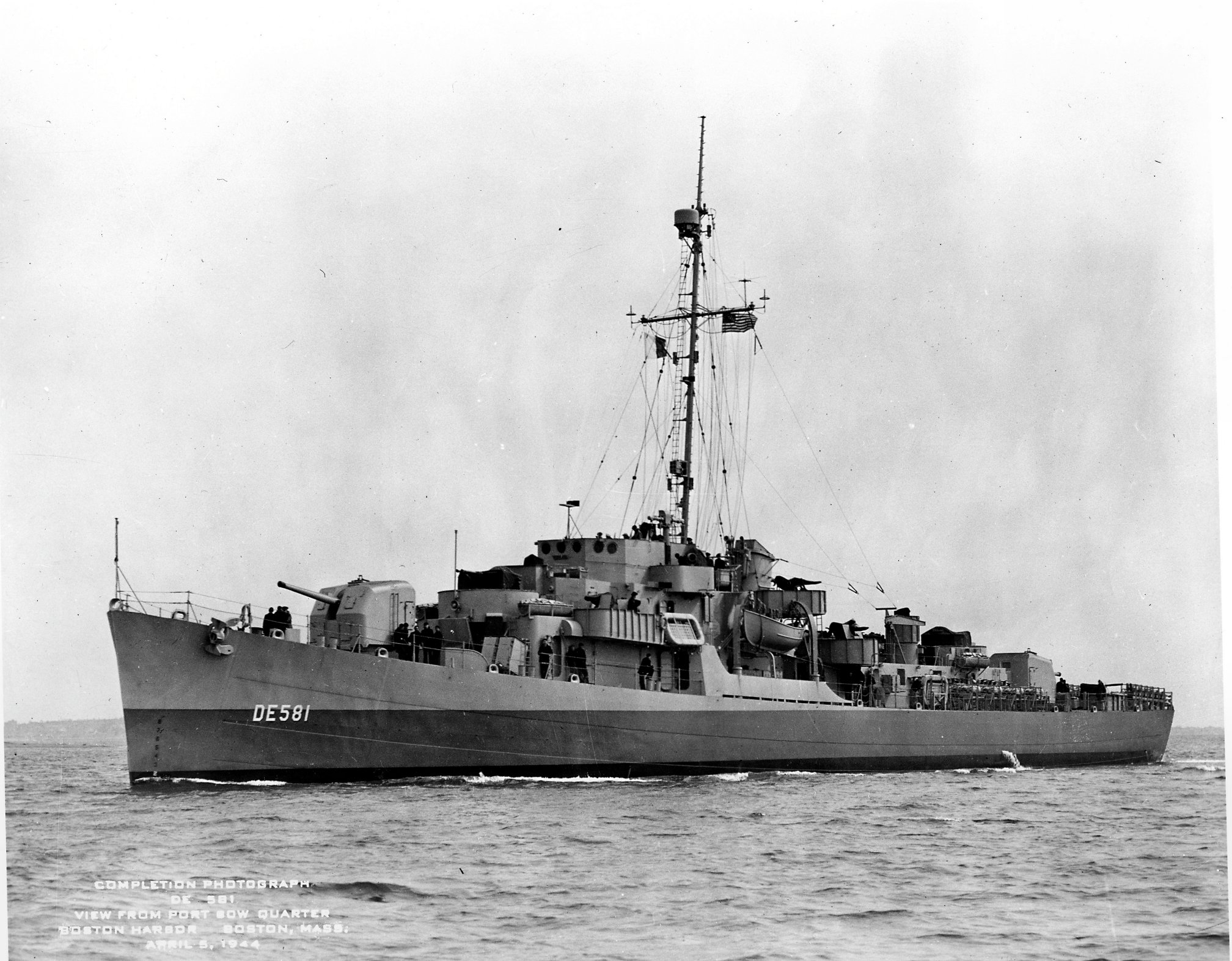
ناو جنگی امریکایی بودکه در سال ۱۹۴۴ ساخته شد وتاریخ به اب انداختن ان ۸ژانویه ۱۹۴۴ بود.

یواس‌اس مک‌نالتی (دی‌یی-۵۸۱) (به انگلیسی: USS McNulty (DE-581)) یک کشتی بود که طول آن ۳۰۶ فوت (۹۳ متر) بود. این کشتی در سال ۱۹۴۴ ساخته شد.
این کشتی در سال 1972 به عنوان یک هدف تمرینی منهدم شد